# Serce to samotny myśliwy (film)
Serce to samotny myśliwy (ang. The Heart Is a Lonely Hunter) – amerykański dramat filmowy z 1968 roku w reżyserii Roberta Ellisa Millera. Jest to adaptacja powieści Carson McCullers pod tym samym tytułem. Zdjęcia kręcono w Selma w stanie Alabama.

## Fabuła
Głuchoniemy John Singer przeprowadził się do innego miasta, aby móc odwiedzać swojego przyjaciela, który przebywa w szpitalu. Mężczyzna wynajmuje pokój w domu państwa Kelly, a wkrótce zaprzyjaźnia się z ich nastoletnią córką, Mick.

## Obsada
- Alan Arkin – John Singer
- Sondra Locke – Mick Kelly
- Laurinda Barrett – pani Kelly
- Biff McGuire – pan Kelly
- Stacy Keach – Blount
- Chuck McCann – Spiros Antonapoulos
- Percy Rodrigues – doktor Copeland
- Cicely Tyson – Portia
- Jackie Marlowe – Bubber
- Johnny Popwell – Willie
- Wayne Smith – Harry
- Peter Mamakos – Spirmonedes
- John O’Leary – Beaudine

## Nagrody

### Wygrane
- Nagroda Stowarzyszenia Nowojorskich Krytyków Filmowych w kategorii Najlepszy Aktor dla Alana Arkina[5]
- Nagroda KCFCC w kategorii Najlepszy Aktor dla Alana Arkina[6]

### Nominacje
- Nagroda Akademii Filmowej[7]
  - Oscar dla najlepszego aktora pierwszoplanowego dla Alana Arkina
  - Oscar dla najlepszej aktorki drugoplanowej dla Sondry Locke
- Złoty Glob[8]
  - Złoty Glob za najlepszy film dramatyczny
  - Złoty Glob dla najlepszego aktora w filmie dramatycznym dla Alana Arkina
  - Złoty Glob dla najlepszej aktorki drugoplanowej dla Sondry Locke
  - Złoty Glob dla najbardziej obiecującej aktorki dla Sondry Locke